# UFC 2
UFC 2: No Way Out（ユーエフシー・ツー：ノー・ウェイ・アウト）は、アメリカ合衆国の総合格闘技団体「UFC」の大会の一つ。1994年3月11日、コロラド州デンバーのマンモス・ガーデンで開催された。

## 大会概要
本大会ではUFC史上で唯一となる16人制トーナメントが開催され、ホイス・グレイシーが優勝を果たし、2連覇を達成した。
本大会でジョン・マッカーシーが初めてUFCのレフェリーを務めた。

## ルール改正
UFC 1では1ラウンド5分の無制限ラウンド制だったが、今大会よりラウンド制が廃止され、時間無制限一本勝負に変更された。
また、局部への攻撃が反則ではなくなり、有効となった。

## 試合結果

### トーナメント1回戦
第1試合 UFC 2トーナメント 1回戦 時間無制限
○  スコット・モリス vs.  ショーン・ダグティ ×
0:20 フロントチョーク
※モリスが2回戦進出
第2試合 UFC 2トーナメント 1回戦 時間無制限
○  パトリック・スミス vs.  レイ・ウィザード ×
0:58 フロントチョーク
※スミスが2回戦進出
第3試合 UFC 2トーナメント 1回戦 時間無制限
○  ジョニー・ローズ vs.  デビット・レビキ ×
12:13 ギブアップ（グラウンドパンチ）
※ローズが2回戦進出
第4試合 UFC 2トーナメント 1回戦 時間無制限
○  フランク・ハメイカー vs.  タディアス・ラスター ×
4:52 TKO（タオル投入）
※ハメイカーの負傷棄権によりリザーバーのエティッシュが2回戦進出
第5試合 UFC 2トーナメント 1回戦 時間無制限
○  オーランド・ウィット vs.  ロバート・ルカレッリ ×
2:50 TKO（タオル投入：グラウンドの膝蹴り）
※ウィットが2回戦進出
第6試合 UFC 2トーナメント 1回戦 時間無制限
○  レムコ・パドゥール vs.  アルベルト・セラ・リオン ×
9:51 片手絞
※パドゥールが2回戦進出
第7試合 UFC 2トーナメント 1回戦 時間無制限
○  ジェイソン・デルーシア vs.  スコット・ベイカー ×
6:41 ギブアップ（グラウンドパンチ）
※デルーシアが2回戦進出
第8試合 UFC 2トーナメント 1回戦 時間無制限
○  ホイス・グレイシー vs.  市原海樹 ×
5:08 片羽絞め
※グレイシーが2回戦進出

### トーナメント2回戦
第9試合 UFC 2トーナメント 2回戦 時間無制限
○  パトリック・スミス vs.  スコット・モリス ×
0:30 KO（肘打ち）
※スミスが準決勝進出
第10試合 UFC 2トーナメント 2回戦 時間無制限
○  ジョニー・ローズ vs.  フレッド・エティッシュ ×
3:07 チョークスリーパー
※ローズが準決勝進出
第11試合 UFC 2トーナメント 2回戦 時間無制限
○  レムコ・パドゥール vs.  オーランド・ウィット ×
1:29 KO（肩袈裟固からの肘打ち）
※パドゥールが準決勝進出
第12試合 UFC 2トーナメント 2回戦 時間無制限
○  ホイス・グレイシー vs.  ジェイソン・デルーシア ×
1:07 腕挫十字固
※グレイシーが準決勝進出

### トーナメント準決勝
第13試合 UFC 2トーナメント 準決勝 時間無制限
○  パトリック・スミス vs.  ジョニー・ローズ ×
1:07 フロントチョーク
※スミスが決勝進出
第14試合 UFC 2トーナメント 準決勝 時間無制限
○  ホイス・グレイシー vs.  レムコ・パドゥール ×
1:31 送襟絞
※グレイシーが決勝進出

### トーナメント決勝戦
第15試合 UFC 2トーナメント 決勝戦 時間無制限
○  ホイス・グレイシー vs.  パトリック・スミス ×
1:17 ギブアップ（グラウンドパンチ）
※グレイシーがトーナメント優勝